# Poperinghe Old Military Cemetery
Poperinghe Old Military Cemetery is een Britse militaire begraafplaats met gesneuvelden uit de Eerste Wereldoorlog, gelegen in de Belgische stad Poperinge. De begraafplaats ligt aan de Deken De Bolaan op 570 m ten zuidoosten van de Grote Markt. Ze heeft een L-vormig grondplan met een oppervlakte van 1.851 m² en is omgeven door een bakstenen muur. De begraafplaats werd ontworpen door Reginald Blomfield en wordt onderhouden door de Commonwealth War Graves Commission. Vanaf de straat en het toegangshek loopt men via een pad van ongeveer 16 m naar de eigenlijke ingang waar ook de Stone of Remembrance staat. Het Cross of Sacrifice staat centraal op het terrein.
Er worden 453 doden herdacht waaronder 24 die niet meer geïdentificeerd konden worden.

## Geschiedenis
Poperinge was door zijn grootte en ligging een belangrijk centrum voor de Britse en Franse troepen. Niettegenstaande dat de stad dicht bij Ieper en het front lag was het er toch relatief veilig. Het was een plek met goede logistieke infrastructuur waar vele sociale en militaire activiteiten plaatsvonden. Er waren ook veldhospitalen gevestigd waar de talrijke slachtoffers uit de verschillende veldslagen om Ieper verpleegd werden.
De vroegste slachtoffers werden begraven op de stedelijke begraafplaats (Poperinge Communal Cemetery). Bijna terzelfder tijd werd ook begonnen met het begraven van doden op het Poperinghe Military Cemetery (later gewijzigd in Poperinghe Old Military Cemetery) in oktober 1914. Doordat er een tyfusepidemie was uitgebroken onder de burgers was er een toename van zieken en doden in het daartoe ingerichte hospitaal in het kasteel in dezelfde straat. De burgers en militairen, zowel Britten, Fransen als Belgen werden allen op Poperinghe Old Military Cemetery begraven. In mei 1915 was er geen plaats meer en vanaf dan werden de Britten begraven op Poperinghe New Military Cemetery.
Er liggen 402 Britten (waaronder 22 niet geïdentificeerde), 48 Canadezen (waaronder 2 niet geïdentificeerde), 1 Chinees en 2 Duitsers begraven. Voor 7 slachtoffers werden Special Memorials opgericht omdat men hun graven niet meer terugvond en men aanneemt dat ze zich onder de naamloze graven bevinden.
In 1922 werden de Belgische, Franse en Duitse doden naar andere begraafplaatsen overgebracht.
De begraafplaats werd in 2009 als monument beschermd.

## Graven
- William Frederick Richard Hart-McHarg, luitenant-kolonel bij de Canadian Infantry is de hoogste in rang en tevens de oudste (46 jaar) hier begraven militair.
- Ch’un Ch’ih Wang, arbeider bij het Chinese Labour Corps, werd wegens moord gefusilleerd op 8 mei 1919.[3]

### Onderscheiden militair
- T. Foley, soldaat bij het Cheshire Regiment werd onderscheiden met de Distinguished Conduct Medal (DCM).

### Alias
- korporaal John Alexander diende onder het alias John Alexander Ramsey bij de Canadian Infantry.